# بطولة أمم أوروبا 1988
أقيمت بطولة أمم أوروبا 1988 أو يورو 88 في ألمانيا الغربية، في الفترة ما بين 10 يونيو 1988 و25 يونيو 1988.
وقد تأهل منتخب ألمانيا الغربية لكرة القدم مباشرة إلى البطولة بصفته المستضيف، أما حامل اللقب منتخب فرنسا لكرة القدم فإنه لم يتأهل.

## الدول المتأهلة
- الدنمارك
- إنجلترا
- إيطاليا
- هولندا
- جمهورية أيرلندا (أول مشاركة)
- الاتحاد السوفيتي
- إسبانيا
- ألمانيا الغربية (المستضيف)

## الملاعب
| ميونخ غلزنكيرشن هامبورغ فرانكفورت دوسلدورف هانوفر شتوتغارت كولونيابطولة أمم أوروبا 1988 (FRG and West Berlin) | ميونخ غلزنكيرشن هامبورغ فرانكفورت دوسلدورف هانوفر شتوتغارت كولونيابطولة أمم أوروبا 1988 (FRG and West Berlin) | ميونخ            | غلزنكيرشن         |
| --- | --- | ---------------- | ----------------- |
| ميونخ غلزنكيرشن هامبورغ فرانكفورت دوسلدورف هانوفر شتوتغارت كولونيابطولة أمم أوروبا 1988 (FRG and West Berlin) | ميونخ غلزنكيرشن هامبورغ فرانكفورت دوسلدورف هانوفر شتوتغارت كولونيابطولة أمم أوروبا 1988 (FRG and West Berlin) | الملعب الأولمبي  | ملعب بارك شتاديون |
| ميونخ غلزنكيرشن هامبورغ فرانكفورت دوسلدورف هانوفر شتوتغارت كولونيابطولة أمم أوروبا 1988 (FRG and West Berlin) | ميونخ غلزنكيرشن هامبورغ فرانكفورت دوسلدورف هانوفر شتوتغارت كولونيابطولة أمم أوروبا 1988 (FRG and West Berlin) | السعة: 69,256    | السعة: 70,748     |
| ميونخ غلزنكيرشن هامبورغ فرانكفورت دوسلدورف هانوفر شتوتغارت كولونيابطولة أمم أوروبا 1988 (FRG and West Berlin) | ميونخ غلزنكيرشن هامبورغ فرانكفورت دوسلدورف هانوفر شتوتغارت كولونيابطولة أمم أوروبا 1988 (FRG and West Berlin) |                  |                   |
| ميونخ غلزنكيرشن هامبورغ فرانكفورت دوسلدورف هانوفر شتوتغارت كولونيابطولة أمم أوروبا 1988 (FRG and West Berlin) | ميونخ غلزنكيرشن هامبورغ فرانكفورت دوسلدورف هانوفر شتوتغارت كولونيابطولة أمم أوروبا 1988 (FRG and West Berlin) | هامبورغ          | فرانكفورت         |
| ميونخ غلزنكيرشن هامبورغ فرانكفورت دوسلدورف هانوفر شتوتغارت كولونيابطولة أمم أوروبا 1988 (FRG and West Berlin) | ميونخ غلزنكيرشن هامبورغ فرانكفورت دوسلدورف هانوفر شتوتغارت كولونيابطولة أمم أوروبا 1988 (FRG and West Berlin) | ملعب فولكسبارك   | كومرتسبانك أرينا  |
| ميونخ غلزنكيرشن هامبورغ فرانكفورت دوسلدورف هانوفر شتوتغارت كولونيابطولة أمم أوروبا 1988 (FRG and West Berlin) | ميونخ غلزنكيرشن هامبورغ فرانكفورت دوسلدورف هانوفر شتوتغارت كولونيابطولة أمم أوروبا 1988 (FRG and West Berlin) | السعة: 61,330    | السعة: 61,056     |
| ميونخ غلزنكيرشن هامبورغ فرانكفورت دوسلدورف هانوفر شتوتغارت كولونيابطولة أمم أوروبا 1988 (FRG and West Berlin) | ميونخ غلزنكيرشن هامبورغ فرانكفورت دوسلدورف هانوفر شتوتغارت كولونيابطولة أمم أوروبا 1988 (FRG and West Berlin) |                  |                   |
| دوسلدورف | هانوفر | شتوتغارت         | كولونيا           |
| ملعب راين شتاديون                                                                                             | إتش دي آي أرينا                                                                                               | مرسيدس بنز أرينا | ملعب راين إنرجي   |
| السعة: 68,400                                                                                                 | السعة: 60,366                                                                                                 | السعة: 70,705    | السعة: 60,584     |
| | |                  |                   |

## البطولة

### المجموعة الأولى
| ألمانيا الغربية | 1:1 | إيطاليا         |
| --------------- | --- | --------------- |
| أندرياس بريمه   |     | روبيرتو مانشيني |

| إسبانيا                                   | 2:3 | الدنمارك                      |
| ----------------------------------------- | --- | ----------------------------- |
| ميتشيل إيميليو بوتراغينيو رافائيل غورديلو |     | مايكل لاودروب فليمينغ بوفلسون |

| ألمانيا الغربية          | 0:2 | الدنمارك |
| ------------------------ | --- | -------- |
| يورغن كلينسمان أولاف ثون |     |          |

| إسبانيا | 1:0 | إيطاليا       |
| ------- | --- | ------------- |
|         |     | جانلوكا فيالي |

| إسبانيا | 2:0 | ألمانيا الغربية |
| ------- | --- | --------------- |
|         |     | رودي فولر       |

| الدنمارك | 2:0 | إيطاليا                             |
| -------- | --- | ----------------------------------- |
|          |     | ألساندرو ألتوبيلي لويجي دي أغوستيني |

### المجموعة الثانية
| جمهورية إيرلندا | 0:1 | إنجلترا |
| --------------- | --- | ------- |
| راي هويتون      |     |         |

| الإتحاد السوفييتي | 0:1 | منتخب هولندا لكرة القدم |
| ----------------- | --- | ----------------------- |
| فاسيلي راتس       |     |                         |

| هولندا          | 1:3 | إنجلترا      |
| --------------- | --- | ------------ |
| ماركو فان باستن |     | براين روبسون |

| الإتحاد السوفييتي | 1:1 | جمهورية إيرلندا |
| ----------------- | --- | --------------- |
| أوليغ بروتاسوف    |     | روني ويلان      |

| الإتحاد السوفييتي                                | 1:3 | إنجلترا    |
| ------------------------------------------------ | --- | ---------- |
| سيرجي ألينيكوف ألكسي ميخاليتشينكو فيكتور باسولكو |     | توني آدامز |

| هولندا   | 0:1 | جمهورية إيرلندا |
| -------- | --- | --------------- |
| ويم كيفت |     |                 |

## مرحلة خروج المغلوب

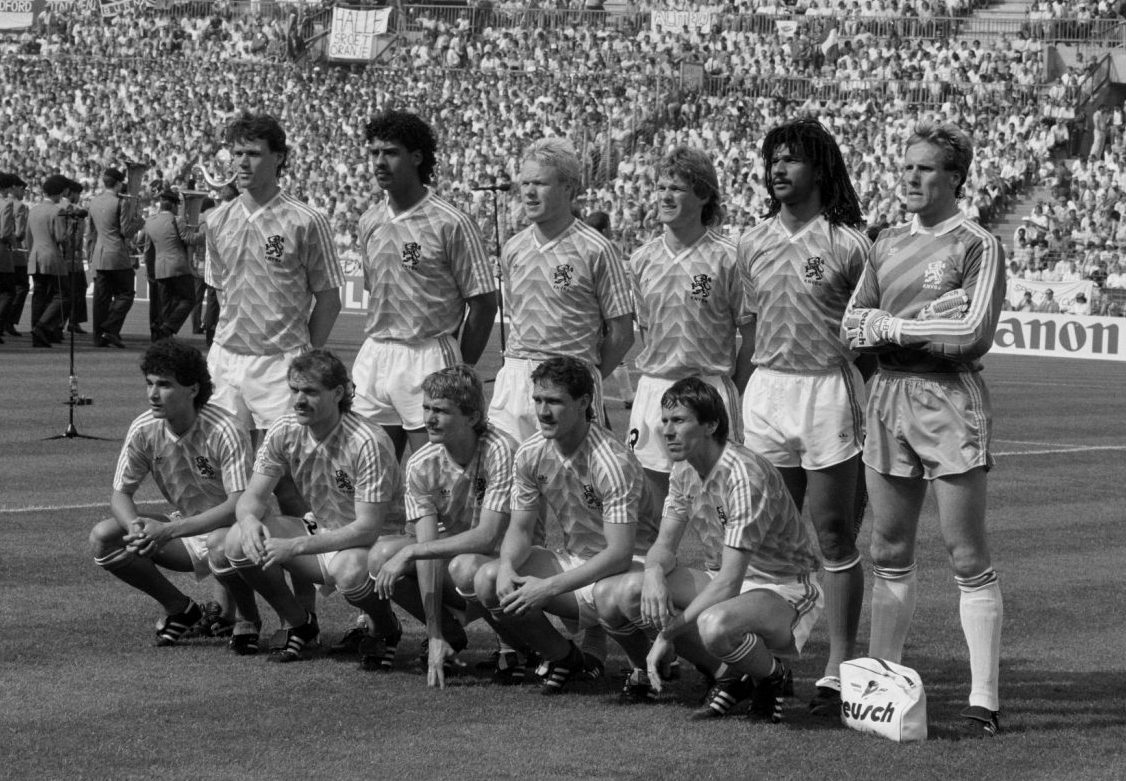
لاعبي هولندا فى مباراة هولندا ضد ألمانيا الغربية

### نصف النهائي
| هولندا                        | 1:2 | ألمانيا الغربية |
| ----------------------------- | --- | --------------- |
| رونالد كويمان ماركو فان باستن |     | لوثار ماثيوس    |

| الإتحاد السوفييتي                 | 0:2 | إيطاليا |
| --------------------------------- | --- | ------- |
| جينادي ليتوفتشينكو أوليغ بروتاسوف |     |         |

### النهائي
| هولندا                    | 0:2 | الإتحاد السوفييتي |
| ------------------------- | --- | ----------------- |
| ماركو فان باستن رود غوليت |     |                   |

## إحصاءات

### الهداف
خمسة أهداف
- ماركو فان باستن

هدفين
- رودي فولر
- أوليغ بروتاسوف

هدف واحد
- مايكل لاودروب
- فليمينغ بوفلسون
- توني آدامز
- براين روبسون
- أندرياس بريمه
- يورغن كلينسمان
- لوثار ماثيوس
- أولاف ثون
- ألساندرو ألتوبيلي
- لويجي دي أغوستيني
- روبيرتو مانشيني
- جانلوكا فيالي
- رود غوليت
- ويم كيفت
- رونالد كويمان
- راي هويتون
- روني ويلان
- سيرجي ألينيكوف
- جينادي ليتوفتشينكو
- ألكسي ميخاليتشينكو
- فيكتور باسولكو
- فاسيلي راتس
- إيميليو بوتراغينيو
- رافائيل غورديلو
- ميتشيل

### أسرع هدف
الدقيقة الثالثة : سيرجي ألينيكوف (الاتحاد السوفييتي × إنجلترا)

### معدل التهديف
2,26 هدف في المباراة الواحدة.